# Bradley Lake (Wyoming)
Der Bradley Lake ist ein See im Grand-Teton-Nationalpark im Westen des US-Bundesstaates Wyoming. Der durch Gletscher geformte See liegt an der Ostseite der Teton Range, am östlichen Ende des Garnet Canyons unterhalb des Nez Perce Peak. Der Taggart Lake liegt 2,4 km südlich des Sees. Der Bradley Lake kann über den 6,4 km langen Bradley Lake Trail erreicht werden, der am Taggart Lake Trailhead im Jackson Hole startet. Beliebt ist auch der 8,9 km lange Rundweg, der an beiden Seen vorbeiführt. Der Bradley Lake liegt auf einer Höhe von 2140 m über dem Meeresspiegel und entwässert sich in den Cottonwood Creek, einem Nebenfluss des Snake Rivers.

## Belege

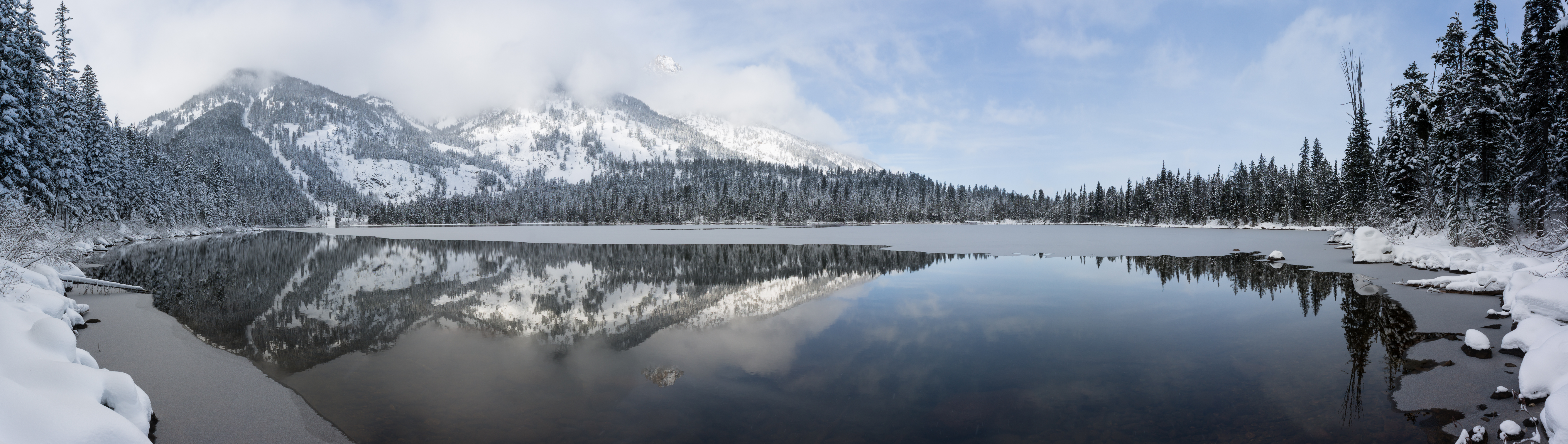
Panorama des Bradley Lake im Winter

1. ↑  Geonames: Bradley Lake. Abgerufen am 29. März 2021.
2. ↑  Taggart Lake-Bradley Lake Loop hike in Grand Teton National Park. Abgerufen am 29. März 2021.
3. ↑  Naturalatlas: Bradley Lake. Abgerufen am 29. März 2021 (englisch).